# Powers Boothe
Powers Allen Boothe (Snyder, Texas, 1948. június 1. – Los Angeles, Kalifornia, 2017. május 14.) Primetime Emmy-díjas amerikai színész, szinkronszínész.
1980-ban Jim Jones szektavezért formálta meg a Guyana Tragedy: The Story of Jim Jones című televíziós filmben, mellyel Primetime Emmy-díjat nyert. Egyéb filmjei közé tartozik a Tombstone – A halott város (1993), a Sin City – A bűn városa (2005), a Bosszúállók (2012) és a Sin City: Ölni tudnál érte (2014).
Fontosabb televíziós alakításai voltak a Philip Marlowe esetei (1983–1986), a Deadwood (2004–2006), a 24 (2007) és A S.H.I.E.L.D. ügynökei (2015–2016) című sorozatokban. Szinkronszínészként hangját kölcsönözte olyan animációs műsorokban, mint Az igazság ligája (2002–2003) és Az igazság ligája: Határok nélkül (2005–2006).

## Fiatalkora és tanulmányai
A texasi Snyderben született, édesapja Merrill Vestal Boothe gyapottermelő farmer, édesanyja Emily (leánykori nevén Reeves) Boothe. Nevét apja legjobb barátja emlékére kapta, aki elesett a második világháborúban. A fiú a középiskola alatt kezdett érdeklődni a színészet iránt, feladva az amerikai futballal kapcsolatos terveit.
A Southwest Texas State University felsőfokú intézményben szerzett BA végzettséget, majd a színművészeti mesterszakot a Southern Methodist University-n végezte el 1972-ben. A diploma megszerzése után a Oregon Shakespeare Festival repertoárszínháznál helyezkedett el. Végül New Yorkban kötött ki a III. Richárd című dráma színészeként.

## Magánélete
1969-ben vette feleségül középiskolai szerelmét, Pamela Cole-t, aki 48 éven át házastársa volt, egészen Booth 2017-ben bekövetkezett haláláig. Két gyermekük született, Parisse és Preston.

## Halála
Los Angelesben hunyt el 2017. május 17. reggelén, 68 évesen, halálát hasnyálmirigyrákkal kapcsolatba hozható szívinfarktus okozta.

## Filmográfia

### Film
| Év   | Magyar cím                 | Eredeti cím                           | Szerep                              | Magyar hang             |
| ---- | -------------------------- | ------------------------------------- | ----------------------------------- | ----------------------- |
| 1977 | Hölgyem, Isten áldja!      | The Goodbye Girl                      | III. Richárd színdarab színésze     |                         |
| 1980 | Portyán                    | Cruising                              | kereskedő                           | Breyer Zoltán           |
| 1980 |                            | The Cold Eye (My Darling, Be Careful) | ismeretlen szerep                   |                         |
| 1981 | A lápvidék harcosai        | Southern Comfort                      | Hardin                              | László Zsolt            |
| 1984 | A sólyomszigeti küldetés   | A Breed Apart                         | Mike Walker                         | Haás Vander Péter       |
| 1984 | A sólyomszigeti küldetés   | A Breed Apart                         | Mike Walker                         | Dányi Krisztián         |
| 1984 | Vörös hajnal               | Red Dawn                              | Andrew 'Andy' Tanner alezredes      | Sinkovits-Vitay András  |
| 1984 | Vörös hajnal               | Red Dawn                              | Andrew 'Andy' Tanner alezredes      | ismeretlen szinkronhang |
| 1984 | Vörös hajnal               | Red Dawn                              | Andrew 'Andy' Tanner alezredes      | Balázsi Gyula           |
| 1985 | Smaragderdő                | The Emerald Forest                    | Bill Markham                        | Ujréti László           |
| 1987 | Különös kegyetlenséggel    | Extreme Prejudice                     | Cash Bailey                         | Balázsi Gyula           |
| 1988 |                            | Sapphire Man (rövidfilm)              | Ryan                                |                         |
| 1989 | Sztálingrád                | Stalingrad                            | Vaszilij Ivanovics Csujkov tábornok |                         |
| 1992 | Mint a tűz                 | Rapid Fire                            | Mace Ryan                           | Juhász Jácint           |
| 1993 | Tombstone – A halott város | Tombstone                             | Curly Bill Brocius                  | Varga Tamás             |
| 1994 | Kék ég                     | Blue Sky                              | Vince Johnson                       | Barbinek Péter          |
| 1995 |                            | Mutant Species                        | Frost                               |                         |
| 1995 | Hirtelen halál             | Sudden Death                          | Joshua Foss                         | Vass Gábor              |
| 1995 | Nixon                      | Nixon                                 | Alexander Haig                      | Sinkovits-Vitay András  |
| 1997 | Con Air – A fegyencjárat   | Con Air                               | rendőr (hangja)                     |                         |
| 1997 | Halálkanyar                | U Turn                                | Potter seriff                       | Csernák János           |
| 2000 | Férfibecsület              | Men of Honor                          | Pullman százados                    | Jakab Csaba             |
| 2001 | Isten haragja              | Frailty                               | Wesley Doyle FBI-ügynök             | Gruber Hugó             |
| 2005 | Sin City – A bűn városa    | Sin City                              | Roark szenátor                      | Papp János              |
| 2006 |                            | Superman: Brainiac Attacks            | Lex Luthor (hangja)                 |                         |
| 2007 |                            | The Final Season                      | Jim Van Scoyoc                      |                         |
| 2008 |                            | Nick Nolte: No Exit                   | önmaga                              |                         |
| 2008 |                            | Edison and Leo                        | George T. Edison (hangja)           |                         |
| 2010 | MacGruber                  | MacGruber                             | Jim Faith ezredes                   | Koroknay Géza           |
| 2012 | Bosszúállók                | The Avengers                          | Gideon Malick                       | Barbinek Péter          |
| 2012 | Csajok, puskák és a Király | Guns, Girls and Gambling              | a Farmer                            | Forgács Gábor           |
| 2013 |                            | Straight A's                          | apa                                 |                         |
| 2014 | Sin City: Ölni tudnál érte | Sin City: A Dame to Kill For          | Roark szenátor                      | Papp János              |

### Televízió

#### Tévéfilm
| Év   | Magyar cím             | Eredeti cím                                            | Szerep                 | Magyar hang     |
| ---- | ---------------------- | ------------------------------------------------------ | ---------------------- | --------------- |
| 1980 |                        | The Plutonium Incident                                 | Dick Hawkins           |                 |
| 1980 |                        | Guyana Tragedy: The Story of Jim Jones                 | Jim Jones              |                 |
| 1980 |                        | A Cry For Love                                         | Tony Bonnell           |                 |
| 1987 | Az árja faj            | Into the Homeland                                      | Jackson Swallow        |                 |
| 1990 | Bombaveszély           | By Dawn's Early Light                                  | Cassidy őrmester       | Barbinek Péter  |
| 1992 |                        | National Geographic: Eternal Enemies: Lions and Hyenas | narrátor               |                 |
| 1992 |                        | Wild Card                                              | prédikátor             |                 |
| 1993 |                        | Marked for Murder                                      | Mace 'Sandman' Moutron |                 |
| 1994 |                        | Web of Deception                                       | Dr. Philip Benesch     |                 |
| 1996 |                        | Dalva                                                  | Sam                    |                 |
| 1997 | Amazonok a Vadnyugaton | True Women                                             | Bartlett McClure       | Csernák János   |
| 1998 | Bűntársak              | The Spree                                              | Bram Hatcher nyomozó   |                 |
| 1999 | Gyilkos szenvedély     | A Crime of Passion                                     | Dr. Ben Pierce         |                 |
| 2003 | Más/Arc                | Second Nature                                          | Kelton Reed            |                 |
| 2006 |                        | National Geographic: Lions v. Hyenas                   | narrátor               |                 |
| 2008 | 24 – A szabadulás      | 24: Redemption                                         | Noah Daniels elnök     | Várkonyi András |

#### Sorozat
| Év        | Magyar cím                        | Eredeti cím                      | Szerep                               | Megjegyzések                                                            |
| --------- | --------------------------------- | -------------------------------- | ------------------------------------ | ----------------------------------------------------------------------- |
| 1980      |                                   | Skag                             | Whalen                               | 6 epizód                                                                |
| 1983–1986 | Philip Marlowe esetei             | Philip Marlowe, Private Eye      | Philip Marlowe                       | főszereplő (11 epizód)                                                  |
| 1990      | Kémek családja                    | Family of Spies                  | John A. Walker Jr.                   | minisorozat (2 epizód)                                                  |
| 1999      | Szent Johanna                     | Joan of Arc                      | Jacques d'Arc                        | - minisorozat (3 epizód) - magyar hangja: - Csernák János               |
| 2001      | Attila, Isten ostora              | Attila                           | Flavius Aetius                       | - minisorozat (2 epizód) - magyar hangja: - Vass Gábor - Barbinek Péter |
| 2002–2003 | Az igazság ligája                 | Justice League                   | Gorilla Grodd (hangja)               | 4 epizód                                                                |
| 2004–2006 | Deadwood                          | Deadwood                         | Cyrus Tolliver                       | főszereplő (34 epizód)                                                  |
| 2005–2006 | Az igazság ligája: Határok nélkül | Justice League Unlimited         | Gorilla Grodd / Red Tornado (hangja) | 5 epizód                                                                |
| 2007      | 24                                | 24                               | Noah Daniels alelnök                 | 14 epizód                                                               |
| 2009      | Ben 10 és az idegen erők          | Ben 10: Alien Force              | Sunder (hangja)                      | 1 epizód                                                                |
| 2010      | Ben 10: Ultimate Alien            | Ben 10: Ultimate Alien           | Sunder (hangja)                      | 1 epizód                                                                |
| 2011      | Scooby-Doo: Rejtélyek nyomában    | Scooby-Doo! Mystery Incorporated | Dead Justice (hangja)                | 1 epizód                                                                |
| 2011      | Újabb bolondos dallamok           | The Looney Tunes Show            | Leslie Hunt (hangja)                 | 2 epizód                                                                |
| 2012      | A Hatfield-McCoy viszály          | Hatfields & McCoys               | Valentine 'Wall' Hatfield bíró       | minisorozat (3 epizód)                                                  |
| 2012–2014 |                                   | Nashville                        | Lamar Wyatt                          | 26 epizód                                                               |
| 2015      | Holdfényváros                     | Moonbeam City                    | Eo Jaxxon (hangja)                   | 1 epizód                                                                |
| 2015      |                                   | To Appomattox                    | Albert Sidney Johnston               | minisorozat (3 epizód)                                                  |
| 2015–2016 | A S.H.I.E.L.D. ügynökei           | Agents of S.H.I.E.L.D.           | Gideon Malick                        | 11 epizód magyar hangja Barbinek Péter                                  |

## Fordítás
- Ez a szócikk részben vagy egészben  a   Powers Boothe című angol Wikipédia-szócikk fordításán alapul.  Az eredeti cikk szerkesztőit annak laptörténete sorolja fel. Ez a jelzés csupán a megfogalmazás eredetét és a szerzői jogokat jelzi, nem szolgál a cikkben szereplő információk forrásmegjelöléseként.